# حارة بير الزبيب (صنعاء)
حارة بير الزبيب هي إحدى حارات حي القلفان بمديرية السبعين إحدى مديريات العاصمة اليمنية صنعاء، بلغ تعداد سكانها 3536 نسمة حسب تعداد اليمن لعام 2004.

## روابط خارجية
- World Gazetteer:Yemen
- الجهاز المركزي للإحصاء بالجمهورية اليمنية
- المركز الوطني للمعلومات باليمن نسخة محفوظة 10 أبريل 2015 على موقع واي باك مشين..